# Underoath
Gli Underoath (spesso stilizzato Underøath, underOATH o UnderOath) sono un gruppo musicale metalcore statunitense formatosi a Tampa, Florida, nel 1998.
Dalla sua formazione il gruppo ha cambiato sostanzialmente genere, passando dal melodic death metal a produzioni metalcore, emo, screamo e post-hardcore. La band si è dichiarata appartenente alla corrente christian metal. Sono stati inoltre accostati alla new wave of American heavy metal.

## Storia del gruppo

### Formazione eAct of Depression(1997-2000)

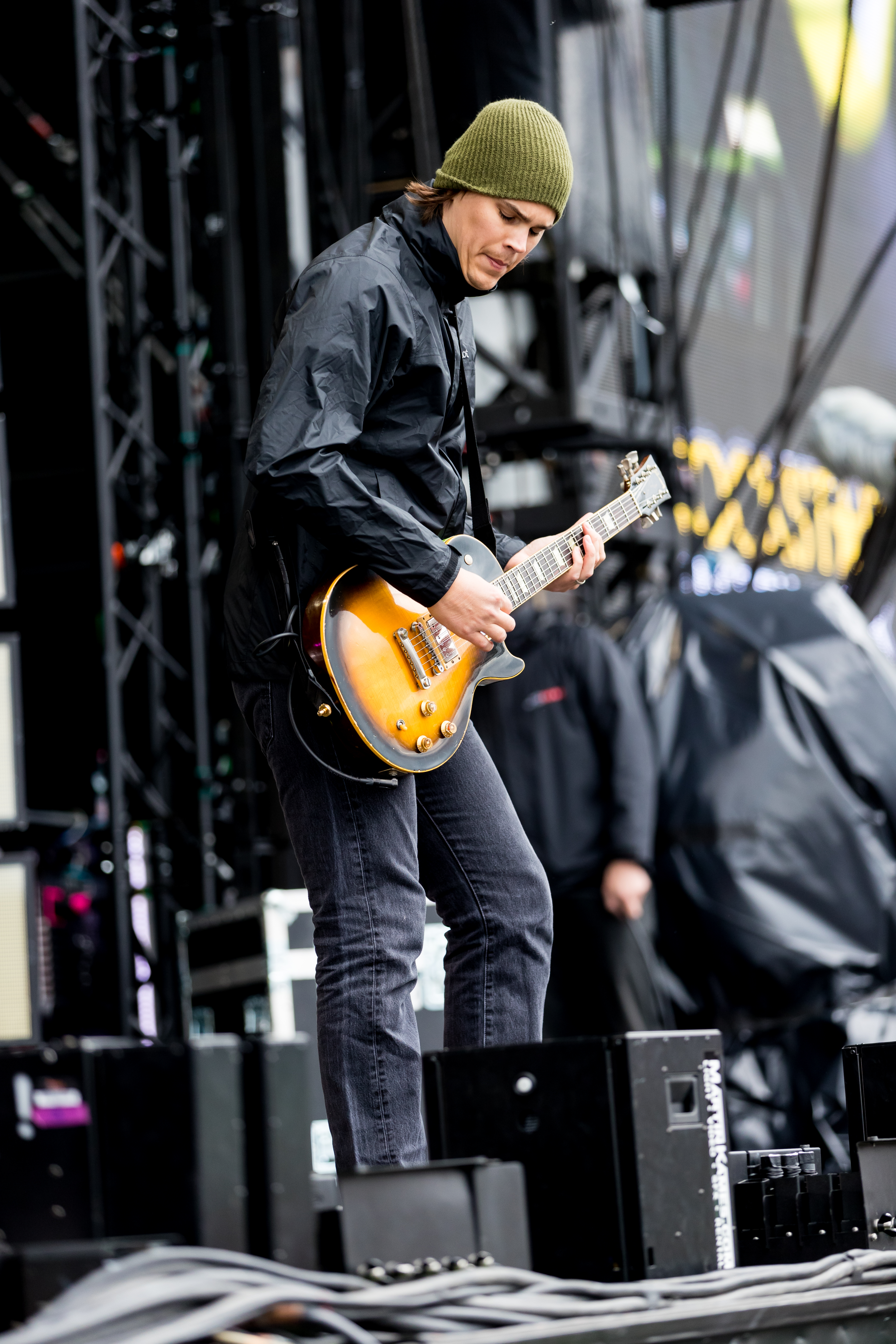
Il chitarrista ritmico James Smith

La nascita degli Underoath avviene a Ocala, in Florida, il 30 novembre 1997 con Dallas Taylor ed il chitarrista Luca Morton, tra l'altro ideatore del nome del gruppo, "from somewhere in the Bible". Si aggiunsero poi alla band, nell'ordine, il batterista Aaron Gillespie, che frequentava la chiesa di Morton, il chitarrista Corey Steger e il bassista Octavio Fernandez; tutti i membri della band frequentavano lo stesso liceo.
Dopo un anno di concerti principalmente alle feste e tour in Florida, gli Underoath firmarono nel 1999 un contratto con l'Alabama Takehold Records; nel frattempo Luca Morton lascia la band. Gli Underoath pubblicarono il loro album di debutto il 4 luglio 1999, dal titolo Act of Depression, che vendette oltre 2 000 copie.

### Cries of the PasteThe Changing of Times(2000-2003)

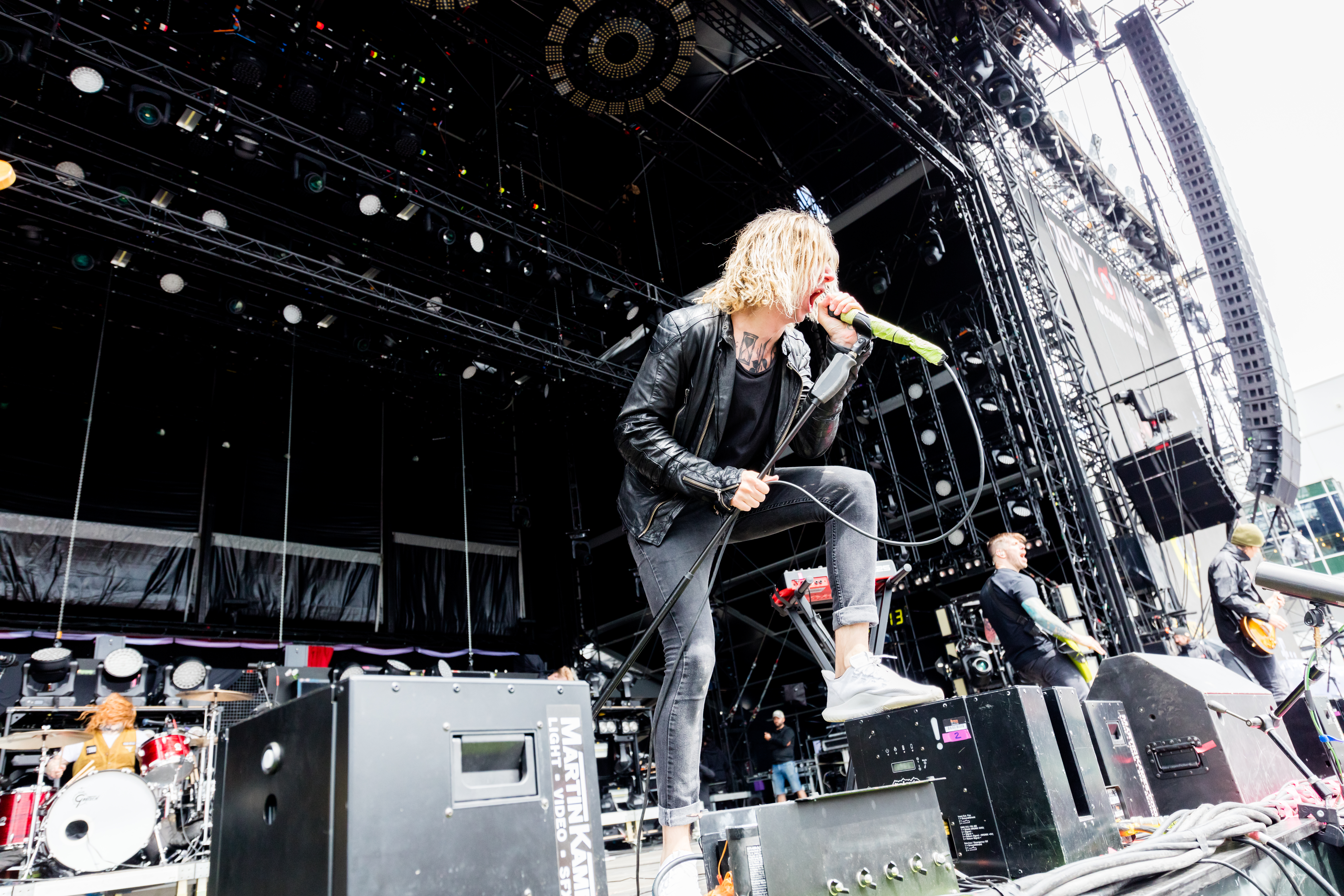
Spencer Chamberlain in concerto

Nel 2000 entrò nel gruppo il tastierista Christopher Dudley. Nello stesso anno realizzarono il secondo album dal titolo Cries of the Past, il quale vendette più di 3 000 copie. Attualmente, sia Act of Depression che Cries of the Past non sono più in produzione.
Nel 2001, la Takehold Records venne acquisita dalla Tooth & Nail Records, ragion per cui gli Underoath decisero di firmare un nuovo contratto con l'etichetta hard rock Solid State Records. Nel gennaio 2002, il bassista Grant Brandell entrò nella band. Sempre nel 2002, il gruppo iniziò poi a lavorare sul terzo album, The Changing of Times, in collaborazione con il produttore James Paul Wisner. L'album fu pubblicato il 26 febbraio 2002 e produsse un singolo dal titolo When The Sun Sleeps. La band fu criticata per lo stile musicale adottato in quanto, secondo l'opinione dei fan, avevano modificato il suono rispetto ai loro dischi precedenti, generalmente rientranti nel sottogenere del punk rock hardcore punk. Nel 2003, gli Underoath produssero l'album del primo Vans Warped Tour, tour che tuttavia terminò quando fu chiesto a Taylor di lasciare la band. Secondo gli altri componenti del gruppo Taylor non poteva, per diversi motivi mai del tutto esplicitati, rimanere in tour con gli Underoath. Nell'agosto del 2003 la band partì per un tour di supporto con gli Atreyu, con Matt Tarpey come cantante temporaneo. Nell'ottobre 2003, al Fest CMJ a New York, venne presentato per la prima volta il nuovo cantante, Spencer Chamberlain. Dopo essere divenuto membro permanente, Chamberlain e gli Underoath discussero la possibilità di cambiare nome, per diventare una nuova band, ma non se ne fece nulla.

### They're Only Chasing Safety(2004-2005)
Dopo il tour del 2003 gli Underoath iniziarono a lavorare su un nuovo album, programmando la registrazione per il febbraio 2004. Durante i primi mesi del 2004, per pubblicizzare il nuovo album vennero organizzati diversi tour, assieme ai Saosin, i The Devil Wears Prada, i Pain of Salvation, e i The Famine.
Nella sua prima settimana, il brano Lost, dell'album The Sound of Separation, ha debuttato alla posizione n° 8 della classifica Billboard 200, vendendo circa 56 000 copie nei soli Stati Uniti. La band poi ha realizzato un video per la canzone del nuovo album "Desperate Times, Desperate Measures". Nel dicembre del 2008 hanno intrapreso il loro primo tour sudamericano. La band ha suonato sei concerti in Brasile, Argentina, Cile e Colombia, partecipando anche al Warped Tour 2009.

### Ø (Disambiguation)(2010)
Il 5 aprile 2010 la band annuncia su Facebook, che, una volta terminato il Tour Europeo, Aaron lascerà gli Underoath per dedicarsi ad altri progetti. L'ultimo show della band con il talentuoso batterista avviene a Milano il 6 aprile. Il 24 maggio 2010 gli Underoath avviano la registrazione del loro nuovo album che vedrà luce per la fine del 2010 e su Twitter annunciano il nuovo batterista Daniel Davison, ex Norma Jean. Nel settembre 2010 vengono rivelati tramite MySpace e Facebook la data ed il titolo del nuovo album: Ø (Disambiguation), poi pubblicato il 9 novembre 2010. Il nuovo disco uscirà in Nord America con l'etichetta Solid State, mentre nel resto del mondo, Italia compresa, con la  Roadrunner Records.

### Anthology 1999-2013e lo scioglimento (2012-2013)

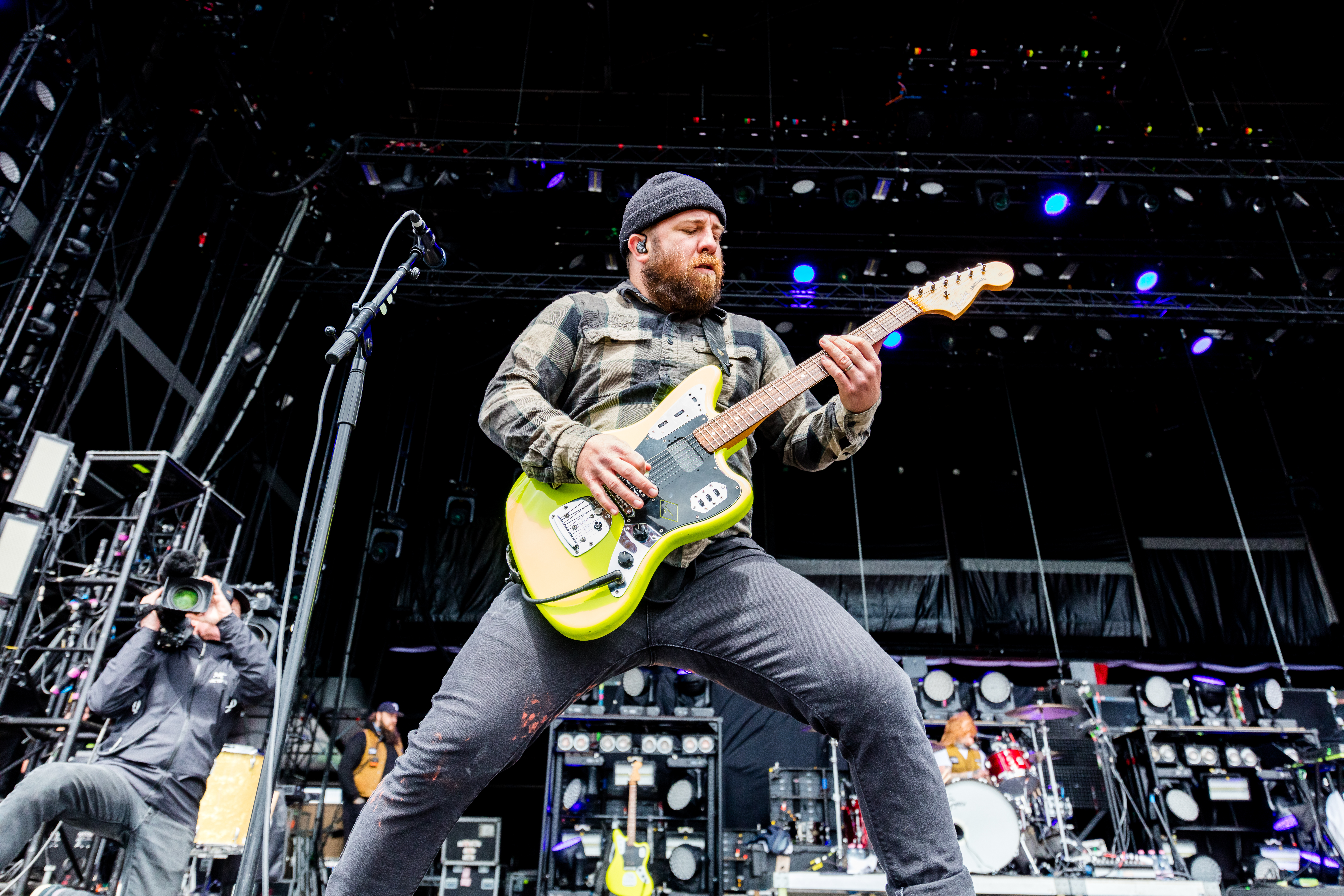
Il chitarrista solista Timothy McTague

Nell'ottobre del 2012 il leader Spencer Chamberlain annuncia dai social network l'imminente scioglimento della band. Il vocalist sostenne che questi furono i 15 anni più belli della sua vita, ma realizzò che era arrivato il momento di dedicarsi ad altro. Il 6 novembre 2012 viene quindi pubblicata dalla Solid State Records una raccolta definitiva della band, Anthology 1999-2013, che comprende 17 canzoni tratte dai 7 album degli Underoath e due inediti: Sunburnt e Unsound. All'album farà seguito nel 2013 un tour di addio.

### Il ritorno (2015-presente)
Nel luglio 2015 iniziano ad essere pubblicati, sui diversi canali social della band, criptici video accompagnati dalla frase Rebirth is coming. Il 17 agosto viene annunciato che, per la prima volta dal loro scioglimento nel 2013, gli Underoath si esibiranno nuovamente dal vivo insieme, il 19 marzo 2016, in occasione del Self Help Fest a San Bernardino, California. La data sarà la prima del loro Rebirth Tour per tutti gli Stati Uniti. Il 22 febbraio 2018 venne pubblicato un nuovo singolo, On My Teeth, che anticipa il nuovo album Erase Me, in uscita il 6 aprile 2018, sotto l'etichetta Fearless Records.

## Formazione

### Formazione attuale
- Spencer Chamberlain – voce death, chitarra ritmica (2003-2013, 2015-presente)
- Aaron Gillespie – batteria, voce melodica (1997-2010, 2015-presente)
- Timothy McTague – chitarra solista, cori (2001-2013, 2015-presente)
- Grant Brandell – basso (2002-2013, 2015-presente)
- Christopher Dudley – tastiera (2000-2013, 2015-presente)

### Ex componenti
- Daniel Davison – batteria (2010-2013)
- Dallas Taylor – voce death (1997-2003)
- Matthew Clark – basso (2000-2001)
- Octavio Fernandez – basso (1999-2000), chitarra ritmica (2000-2001)
- Billy Nottke – basso (2001-2002)
- Cory Steger – chitarra ritmica (1997-2000) chitarra solista (1999-2001), cori (1997-2001)
- Luke Morton – chitarra solista (1997-1999)
- Rey Anasco – basso (1997-1999)
- Kelly Scott Nunn – chitarra ritmica (2001-2003)
- James Smith – chitarra ritmica e solista (2003-2013, 2015-2023)

## Discografia

### Album in studio
| Titolo                                        | Data             | Etichetta                                  |
| --------------------------------------------- | ---------------- | ------------------------------------------ |
| Act of Depression                             | 4 luglio 1999    | Takehold Records                           |
| Cries of the Past                             | 4 luglio 2000    | Takehold Records                           |
| The Changing of Times                         | 26 febbraio 2002 | Solid State Records                        |
| They're Only Chasing Safety                   | 15 giugno 2004   | Solid State Records / Tooth & Nail Records |
| They're Only Chasing Safety (Special Edition) | 4 ottobre 2005   | Solid State Records / Tooth & Nail Records |
| Define the Great Line                         | 20 giugno 2006   | Solid State Records / Tooth & Nail Records |
| Lost in the Sound of Separation               | 2 settembre 2008 | Solid State Records / Tooth & Nail Records |
| Ø (Disambiguation)                            | 9 novembre 2010  | Solid State Records / Tooth & Nail Records |
| Erase Me                                      | 6 aprile 2018    | Fearless Records                           |
| Voyeurist                                     | 14 gennaio 2022  | Fearless Records                           |
| The Place After This One                      | 28 marzo 2025    | MNRK Music Group                           |

### Album dal vivo
| Titolo                | Data           | Etichetta                                  |
| --------------------- | -------------- | ------------------------------------------ |
| Survive, Kaleidoscope | 27 maggio 2008 | Solid State Records / Tooth & Nail Records |

### Singoli
| Anno | Titolo                                              | Album                           |
| ---- | --------------------------------------------------- | ------------------------------- |
| 2002 | When the Sun Sleeps                                 | The Changing of Times           |
| 2004 | Reinventing Your Exit                               | They're Only Chasing Safety     |
| 2005 | It's Dangerous Business Walking out Your Front Door | They're Only Chasing Safety     |
| 2006 | Writing on the Walls                                | Define the Great Line           |
| 2006 | In Regards to Myself                                | Define the Great Line           |
| 2007 | You're Ever so Inviting                             | Define the Great Line           |
| 2007 | A Moment Suspended in Time                          | Define the Great Line           |
| 2008 | Desperate Times Desperate Measures                  | Lost in the Sound of Separation |
| 2008 | Too Bright to See, Too Loud to Hear                 | Lost in the Sound of Separation |
| 2018 | On My Teeth                                         | Erase Me                        |

### Pubblicazioni
- You're Ever so Inviting è stata inclusa nel videogioco Madden NFL 07.
- Reinventing Your Exit è stata inclusa nei videogiochi Greg Hastings Tournament Paintball e Flatout 2.
- A Boy Brushed... è inclusa nella puntata della seconda stagione di The OC Sorelle.
- Rapture è stata inclusa nel videogioco Forza Horizon 4

### Apparizioni in compilation
- 2005 - ¡Policia!: A Tribute to the Police
- 2005 - Warped Tour 2005 Tour Compilation
- 2006 - Warped Tour 2006 Tour Compilation
- 2009 - Warped Tour 2009 Tour Compilation
- 2019 - Punk Goes Acoustic 3